# Accidente ferroviario de Chihuahua de 1977
El Accidente ferroviario de Chihuahua de 1977 tuvo lugar el sábado 12 de noviembre de 1977 cuando un ferrocarril de pasajeros —comúnmente denominado como autovía— cubriendo la ruta entre las ciudades de Chihuahua y Ciudad Juárez colisionó con un camión cisterna en el cruce de la vía de ferrocarril con la Carretera Federal 45 en las cercanías de Villa Ahumada, Chihuahua.

## Hechos
En la década de 1970 en el servicio de ferrocarril de pasajeros entre las ciudades de Chihuahua y Ciudad Juárez, operado por la compañía estatal Ferrocarriles Nacionales de México fueron introducidos trenes de origen italiano cuya mayor característica era el ser automotores, es decir, no precisaban de locomotora para arrastrar lo vagones, además de contar con comodidades y servicios especiales para los pasajeros. Este servicio, que sería conocido como autovía se convirtió en el transporte más usual entre ambas ciudades debido a su comodidad y rapidez en comparación con el ferrocarril común.
El sábado 12 de noviembre de 1977 la autovía salió en su corrida habitual a las 08:00 horas de Chihuahua, previendo arribar cuatro horas después, a las 12:00, a Ciudad Juárez. Veintisiete kilómetros al norte de Villa Ahumada se encontraba el tercero de cuatro cruces a nivel entre la vía de ferrocarril y la Carretera Federal 45 en los 365 kilómetros de ruta entre Chihuahua y Ciudad Juárez, junto a la Estación Lucero. Momentos antes de que arribara el autovía a dicha intersección, cruzó por la misma un camión cisterna de dos remolques cargados de gasolina, el operador no advirtió que en el momento de cruzar las vías el segundo remolque se soltó y quedó varado en medio de las vías; sin posibilidades de frenar, momentos después fue embestido por el autovía y resultando en la explosión del tanque que envolvió de inmediato el primer coche de pasajeros.
Se contaron 35 fallecidos entre los ocupantes del primer coche —el maquinista y 34 pasajeros—, trascendió que los vagones no contaban con salidas de emergencia y a los ocupantes, entre llamas, humo y en pánico, les fue imposible salir del vagón incendiado. Como consecuencia directa, los coches automotores fueron sacados de servicio y solo permaneció el ferrocarril de tracción común, cuyo servicio de pasajeros finalmente desaparecería a finales de la década de 1980.